# Curvatón
El curvatón es una partícula elemental hipotética que media un campo escalar en cosmología del universo primitivo. El modelo del curvatón fue propuesto casi simultáneamente en 2001 por tres grupos independientes: Kari Enqvist y Martin S. Sloth, David Wands y David H. Lyth, Takeo Moroi y Tomo Takahashi.
Según el modelo, el curvatón puede generar fluctuaciones durante la inflación cósmica, pero no conduce la inflación en sí misma, sino que genera perturbaciones de curvatura en los últimos momentos después de que el campo del inflatón se ha desintegrado y los productos de desintegración se han desplazado hacia el rojo, momento cuando curvatón es el componente dominante de la densidad de energía. Se utiliza para generar un espectro plano de perturbaciones en la radiación de fondo de microondas (CMB) en algunos modelos de inflación, donde el potencial es de lo contrario demasiado elevado, o en alternativas a la inflación como el escenario pre-Big Bang.